# John S. Thach

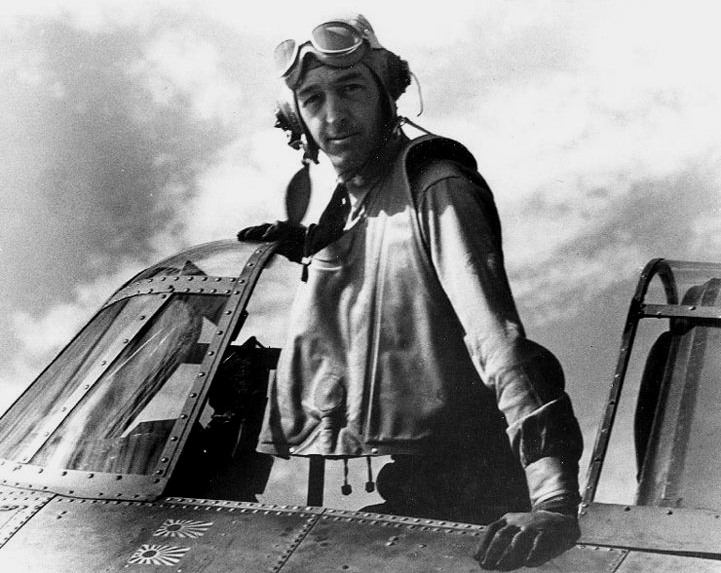
Thach im Cockpit seiner Grumman F4F im April 1942

John Smith „Jimmie“ Thach (* 19. April 1905 in Pine Bluff, Arkansas; † 15. April 1981 in Coronado, Kalifornien) war ein US-amerikanischer Marinejagdpilot im Zweiten Weltkrieg und späterer Admiral der United States Navy.

## Leben
Thach wurde in eine Lehrerfamilie geboren und wuchs in Fordyce, Arkansas auf. Ab 1923 besuchte er für vier Jahre die United States Naval Academy und tat nach seiner Graduierung zunächst auf den Schlachtschiffen Mississippi und California Dienst. 1929 trat er der noch jungen Marinefliegertruppe der Navy bei, wo er zu Beginn des folgenden Jahres zum Piloten in der Staffel VF-1B avancierte. Bereits ein Jahr später hatte er mit anderen Piloten einen Stunt-Auftritt in dem Film Wolkenstürmer (Hell Divers). In den 1930er Jahren diente Thach unter anderem als Ausbilder und Testpilot.
Als Staffelkommandant der Jagdstaffel VF-3 ab 1940 entwickelte er eine nach ihm als Thach Weave benannte taktische Formation, die es den US-Piloten erlauben sollte, gegen zu diesem Zeitpunkt überlegene japanische A6M-Zero-Jagdflugzeuge zu bestehen. In der Schlacht um Midway hatte er erstmals Gelegenheit, diese Taktik anzuwenden. In dieser Schlacht gelangen Thach drei Abschüsse feindlicher Flugzeuge. Er wurde anschließend zu einer Ausbildungseinheit in Jacksonville, Florida versetzt. Gegen Ende des Krieges im Pazifik diente er als Stabsoffizier unter John S. McCain senior in dessen Fast Carrier Task Force und war bei der Kapitulation Japans auf der USS Missouri am 2. September 1945 anwesend. Insgesamt werden Thach im Zweiten Weltkrieg sechs Abschüsse feindlicher Flugzeuge zugeschrieben.
Im Koreakrieg diente Thach als Kommandant des Geleitträgers Sicily und von 1953 bis 1954 befehligte er die Franklin D. Roosevelt. 1955 wurde er zum Konteradmiral befördert. In dieser Zeit machte er sich einen Namen als Experte für U-Jagd und Befürworter von nuklearen Antriebstechniken. Er stieg zum Deputy Chief of Naval Operations for Air im Pentagon auf und setzte als solcher unter anderem die Einführung des Bombers A-7 Corsair II in der Navy durch. Am Ende seiner Karriere diente er von 1965 bis 1967 als Commander-in-Chief, United States Naval Forces Europe und ging anschließend nach 40-jähriger Dienstzeit als Admiral in den Ruhestand. Zu seinen Auszeichnungen zählen zwei Navy Crosses, zwei Navy Distinguished Service Medals, ein Silver Star, zwei Legions of Merit und ein Bronze Star.
Drei Jahre nach Thachs Tod 1981 wurde die Fregatte Thach der Oliver-Hazard-Perry-Klasse nach ihm benannt.